# Heuwaage-Viadukt
Der Heuwaage-Viadukt ist einer der drei grossen Viadukte in der Stadt Basel, im Kanton Basel-Stadt in der Schweiz.
Er befindet sich auf Grossbasler Seite und überquert den unterirdisch fliessenden Birsig sowie den Kanal des 1905 stillgelegten Rümelinbachs, die früheren Anlagen und Gräben des Steinentors und der Steinenschanze. Er trennt die Stadtteile Am Ring und Vorstädte.

## Name
Aufgrund baulicher Veränderungen am Barfüsserplatz musste die dortige Waage (eine Strassenbrückenwaage) für Fuhrwerke 1874 abgebaut werden. Der Platz vor dem 1866 abgebrochenen Steinentor eignete sich als neuer Standort. So wurde zwischen der Binningerstrasse und der Steinengrabenbrücke 1874 wieder eine Waage in Betrieb genommen. Fuhrwerke mit Waren für die Stadt mussten eine Gewichtsgebühr entrichten. Da der grösste Anteil auf Heuladungen fiel, erhielt der Platz den Namen "Heuwaagplatz". Erst 1901 wurde für den Waagmeister ein Waaghäuschen, beschriftet als die "Amtliche Heuwaage" erbaut, was zum Namen "Heuwaage" führte.

## Geschichte
Bereits 1889 wurde zum ersten Mal geplant, den freien Platz mit einem Viadukt zu überspannen. Dieses Projekt geriet jedoch in Vergessenheit und wurde erst 1933 erneut hervorgeholt. Es kam sogar bis zur Projektausschreibung im Jahr 1937. Der Zweite Weltkrieg verhinderte jedoch weitere Aktivitäten, und es wurde wieder ruhig um das Bauprojekt.
Anfang der 1960er-Jahre setzte sich der Basler Baudirektor Max Wullschleger für die Realisierung dieses lange ruhenden Bauvorhabens ein. Das bestehende Projekt wurde überarbeitet. In den Widerlagern wurde je ein Grossparking eingeplant. Das Parkhaus auf der westlichen Seite sollte Platz für 460 Fahrzeuge bieten, auf der östlichen Seite war für 800 Fahrzeuge Platz eingeplant. Die Baukosten wurden für den Viadukt mit 25 Millionen und die beiden Parkhäuser mit 28 Millionen Franken veranschlagt. Dieses Projekt wurde am 20. Mai 1965 vom Grossen Rat der Stadt genehmigt. So konnte im Februar 1966 mit den Bauarbeiten begonnen und 1970 der Heuwaage-Viadukt eingeweiht werden. Das nun realisierte Projekt wurde gegenüber dem aus den 1930er-Jahren verbessert und optimiert.
Zunächst wurde der Heuwaage-Viadukt stadtplanerisch gelobt. Seine Vorteile für die Stadtplanung wurden herausgestrichen. Der Verkehrsknotenpunkt "Heuwaage" konnte entflechtet, die Verbindung zum Bahnhof SBB verbessert und über die Verbindung zur Nauenstrasse der Abfluss des Verkehrs aus der Stadt begünstigt werden.

## Sicherheit
Bald wurde jedoch festgestellt, dass der Viadukt wegen seiner sparsamen Bauweise im Falle eines mittelstarken Erdbebens als einsturzgefährdet galt. Im Zuge einer umfangreichen Instandsetzung wurde der Viadukt in den Jahren 2009 und 2010 renoviert und dahingehend optimiert.